# مايك هنري (سياسي)
مايك هنري (بالإنجليزية: Mike Henry)‏ هو سياسي جامايكي، ولد في يونيو 1935 في سبانيش تاون في جامايكا. حزبياً، نشط في حزب العمال الجامايكي.